# Audiophile

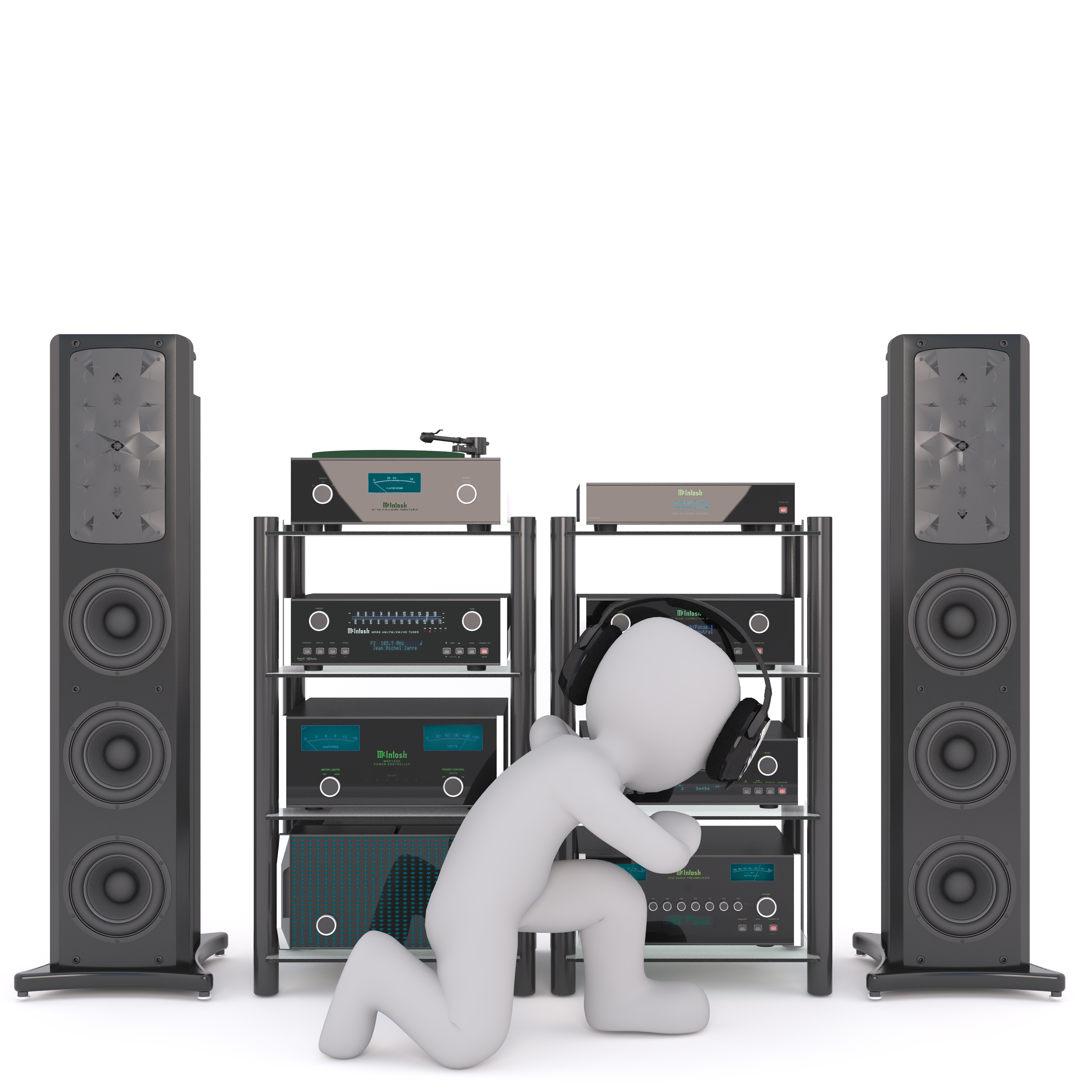
L'audiophilie pousse à rechercher la satisfaction auditive.

Un audiophile, du latin audire (entendre) et du grec philein (aimer), désigne habituellement un amateur de Hi-Fi mais dont l’objectif peut dévier d’une quête de haute-fidélité vers celle, essentiellement subjective, de satisfaction auditive.
C'est un individu s’intéressant à la reproduction sonore et à ses techniques.